# 1222 (bog)
1222 er skrevet af den norske forfatter Anne Holt. Den hører med i en samling af bøger, hvor Hanne Wilhelmsen er hovedpersonen. Udkom på dansk 2008.

## Handling
Hanne Wilhelmsen, tidligere kriminalinspektør er på vej fra Oslo til Bergen i mindre end tyve minus grader. Pludselig under turen sker en kollision og de kan ikke gøre videre. Hanne er lam i sine ben og bliver derfor båret ind til et fjeldhotel, hvor de andre fra toget også er. Ikke så lang tid finder de en død mand. Med et hul igennem hovedet, som beviser han er blevet myrdet. Hotellets direktør beslutter at holde det skjult for ikke at skabe panik. Nu er hun spærrede inde med 196 mennesker. hvor én af dem er en livsfarlig morder.